# David García de la Cruz
David García de la Cruz (Manresa, 16 gennaio 1981) è un ex calciatore spagnolo, di ruolo difensore.

## Palmarès
- Coppa di Spagna: 1

Espanyol: 2005-2006